# Agis I
Agis I (grekiska: Ἄγις) är en spartansk, troligtvis mytologisk, kung. Han regerade om år 930 f.Kr. till 900 f.Kr. och räknas som den första kungen av den agiadiska ätten, vilken han har gett namn åt. Han var son till Eurysthenes och antogs vara släkt i rakt nedstigande led med Herakles. Hans son Echestratos kom att efterträda honom på den agiadiska tronen.

## Biografi
Agis I släktskap med Herakles räknades bakåt via herakliderna Aristodemos, Aristomachos, Kleodaeos och Hyllos. De mer historiskt förankrade omständigheterna kring kring Agis I:s regeringsperiod förblir dock oklara. Enligt den grekiske historikern Eusebius skall Agis I regentperiod varat endast ett drygt år. Enligt Apollodoros skall regeringsperioden däremot ha varat omkring trettio år.
Enligt de antika historikerna hade fadern Eursthenes hade under sin regentperiod medgivit att de folk som besegrats av spartanerna skulle åtnjuta samma rättigheter som de doriska invånarna. Agis I kom under sin regeringsperiod att frånta dem dessa rättigheter varpå dessa olika folk gick från att vara undersåtar till att bli lydfolk. Invånarna i stadsstaten Helos skall då ha rest sig i en revolt och försökt att frigöra sig från Spartas övermakt. Upproret nedkämpades under ledning av Agis I. Folket från Helos skall därefter ha fått ge namn åt den klass av besegrade folk som inte var spartaner - det vill säga heloter - vilka framgent kom att leva under närmast rättighetslösa förhållanden. Denna förklaring till heloternas uppkomst är dock ifrågasatt av den moderna historieforskningen.
Under Agis I regeringsperiod skall också kolonisatörer ha sänts ut till Kreta.